# Katastrofe?
Katastrofe? er en dansk propagandafilm fra 1945 med instruktion og manuskript af Axel Lerche.

## Handling
Under et omfattende luftangreb vil det være umuligt for det mandskab, der står til rådighed for brandvæsen og luftvæsen at bekæmpe alle brande uden medvirken fra befolkningens side. Filmen demonstrerer de almindeligste typer af brandbomber og opfordrer folk til at gøre deres pligt, når situationen kræver det.